# NGC 4797
NGC 4797 (również NGC 4798, PGC 43981 lub UGC 8038) – galaktyka eliptyczna (E-S0), znajdująca się w gwiazdozbiorze Warkocza Bereniki. Jest to galaktyka aktywna.
Odkrył ją William Herschel 11 kwietnia 1785 roku. Podczas dwóch różnych nocy obserwował ją Heinrich Louis d’Arrest, jednak w trakcie obserwacji 21 kwietnia 1865 roku niedokładnie określił jej pozycję i w wyniku tego skatalogował ją dwukrotnie jako dwa różne obiekty. John Dreyer w swoim New General Catalogue skatalogował obserwację Herschela jako NGC 4798, a niedokładną d’Arresta jako NGC 4797.